# فاتح آکین
فاتح آکین (به ترکی استانبولی: Fatih Akın) (زادهٔ ۲۵ اوت ۱۹۷۳ در هامبورگ) کارگردان، فیلمنامه‌نویس و تهیه‌کنندهٔ ترک‌تبار اهل آلمان است.
آکین در سال ۱۹۹۴ در رشتهٔ ارتباطات تصویری آکادمی دولتی هنرهای زیبای هامبورگ پذیرفته شد و در سال ۲۰۰۰ از این آکادمی فارغ‌التحصیل شد و در حین تحصیل به همکاری با شرکت Wüste Film پرداخت.
این کارگردان ترک-آلمانی نخستین فیلم کوتاه خود را در سال ۱۹۹۵ با نام آن تو هستی ساخت و این فیلم جایزهٔ تماشاگران را در فستیوال بین‌المللی فیلم‌های کوتاه هامبورگ دریافت کرد.
آکین دومین فیلمش با عنوان Getürk را در سال ۱۹۹۶ ساخت و با این فیلم جوایز متعددی دریافت کرد. بعد از آن، نخستین فیلم بلند خود با عنوان Kurz und Schemrzlos (کوتاه و بدون درد) در سال ۱۹۹۸ کارگردانی کرد.
بعد از این فیلم، دومین فیلم بلند خود با نام Im Juli (در ماه ژوئیه) کارگردانی کرد که این فیلم نیز با استقبال فراوان در جشنواره‌های فیلم روبه‌رو شد.
آکین با فیلم Gegen Die Wand (در مقابل دیوار) جایزهٔ خرس طلایی جشنواره بین‌المللی فیلم برلین را از آن خود کرد. او نخستین کارگردان ترک بود که بعد از چهل سال این جایزه را دریافت می‌کرد.
آکین در سال ۲۰۰۵ به همراه سلما هایک، خاویر باردم و امیر کوستوریتسا جزء هیئت داوران جشنواره فیلم کن بوده‌است.
آکین در سال ۲۰۰۷ جایزه بهترین فیلمنامهٔ جشنواره کن را برای فیلمنامهٔ فیلم لبهٔ بهشت دریافت کرد.
او همچنین در سال ۲۰۱۸ موفق به دریافت جایزهٔ گلدن گلوب برای بهترین فیلم خارجی زبان شد.